# Theridion argentatulum
Theridion argentatulum är en spindelart som beskrevs av Roewer 1942. Theridion argentatulum ingår i släktet Theridion och familjen klotspindlar. Inga underarter finns listade i Catalogue of Life.